# التوثيق الإعلامي لهجمات 11 سبتمبر
خلال أحداث 11 سبتمبر عام 2001، قتلت سلسلة من أربع هجمات إرهابية منسقة من قِبل المجموعة الإرهابية الإسلامية القاعدة، 2,977 شخصًا، وأصابت أكثر من 6,000 آخرين وسببت أضرارًا في البنية التحتية والملكيات بمقدار 10 مليارات دولار على الأقل. توفي العديد من الأشخاص الآخرين بسبب مرض السرطان والأمراض التنفسية الناتجة عن يوم 9/11، في الشهور والسنوات التي أعقبت الهجمات، مؤدية إلى تغير عدد المتأثرين باستمرار لتعكس أرقام جديدة.
كان بعض الضحايا قادرين على توثيق تجربتهم أو تجربة الآخرين والتقطوا صور ومقاطع فيديو مشهورة لتوثيق الهجمات، وصَدْمتِهم بطبيعة الحال. استُخدم ما أنتجته وسائط الإعلام خلال وبعد الهجمات للمساعدة في تحديد هوية الضحايا، وفي التحقيقات حول الهجمات ولتوثيقها من أجل التاريخ من بين أسباب أخرى. استُخدمت أنواع إعلامية عديدة، وبشكل خاص التصوير الفوتوغرافي والتسجيل المرئي (أي مقاطع الفيديو) من قِبل المارين في الشوارع أو المناطق المجاورة، ومن قِبل مصورين مستقلين وطواقم إعلامية في أنحاء المدينة. سبّب الانتشار الكبير للصور ومقاطع الفيديو بالإضافة إلى الأثر الدائم للحدث على الشعب، بإدراج العديد من الصور ومقاطع الفيديو في أعلى قائمة العروض التي مُنحت التقدير في أواسط عام 2002. في الصحافة الإذاعية، قُدمت جوائز بيبودي إلى إيه بي سي نيوز والإذاعة الوطنية العامة باعتبارها محطات وثقت الهجمات، ومُنحت جوائز بوليتزر لستة أنشطة حول الهجمات من ضمنها اثنان في التصوير الفوتوغرافي.
أبرز التوثيق الإعلامي أيضًا أوجه قصور الاتصالات والتوثيق الإعلامي للحادثة. شكلت أوجه القصور مسألة أن العديد من الأشخاص العاديين علموا عن الوضع أكثر من أوائل المتدخلين أو السياسيين أو الضحايا العالقين في الطائرتين أو في المباني. كما قال السكرتير الصحفي للبيت الأبيض آري فيشر، عدم امتلاك سلاح الجو واحد لتلفاز فضائي أو تلفاز كبلي، ولا إمكانية وصول للبريد الإلكتروني يعني أن؛ «هذا الأمر وضعنا في موقع مختلف جدًا عن أغلب الأمريكيين في ذلك اليوم. كان الأشخاص حول العالم متسمرين أمام أجهزة التلفاز. شاهدناه بنحو متقطع على متن سلاح الجو واحد... حين تكون في الجو، فأنت معزول».

## التصوير الفوتوغرافي
التُقطت العديد من الصور خلال وبعد أحداث 11 سبتمبر، إذ التقط المصورون كمية كبيرة من الصور، إلا أن القليل منهم اشتهر بين العامة. ربما بسبب الطبيعة المفاجئة والكارثية للهجمات لم يكن هنالك جهود من قِبل إدارة المدينة أو الولاية أو الحكومة لتوثيق الكارثة، وإنما أقحم مصورون آخرون أنفسهم ضمن مواقع الحدث. بسبب الطابع العلني للهجمة، التي حدثت في موقع مزدحم وفي وضح النهار، يُقال بأن الهجوم على مركز التجارة العالمي هو أكثر كارثة مصورة في التاريخ. أصدر عمدة مدينة نيويورك في ذلك الوقت، رودولف دبليو. غولياني أمرًا تنفيذيًا بعد نهاية الهجمة بوقت قصير، بمنع تواجد المصورين الهواة في مكان الأنقاض باعتباره «مسرح جريمة» وليس وجهة سياحية.

استُرجعت الكاميرات ولفائف الأفلام من بين الأنقاض، التي إما فُقدت من قِبل المصورين الناجين أو كانت قرب هؤلاء الذين فقدوا حياتهم. وحين أمكن، نُظفت المعدات ولفائف الأفلام هذه، وأُظهرت الصور لإبراز الأعمال الأخيرة للمصورين، برز هذا الأمر خاصة مع كاميرات بيل بيغارت التي عُثر عليها. كان على المحررين الاختيار من بين الصور المُستعادة أو التي حُمّلت في البداية على خوادم الشركة، أيها يمكن إدراجه أو أيها تُعتبر رؤيتها مزعجة جدًا لتُنشر. لم يختر أحد من المحررين - الذين استطلعوا الصور واختاروا عرض صور تصنف مزعجة [تلك التي تُظهر ضحايا عالقين في الطوابق العليا أو يسقطون من المباني] – عرض الصور في الصفحة الأولى لكن شعروا أن عدم عرضها سيكون إساءة  للضحايا ولحجم المأساة. قال أحد هؤلاء المحررين؛
فظاعة الحدث وهوله تتطلب ببساطة أن توضحه بطريقة عنيفة وقوية. لا يمكنني تخيل ما كان يدور في أذهان هؤلاء الأشخاص وهم عالقون داخل مركز التجارة. والتفكير  بكل الجثث، والأشخاص الذين يقفزون لموتهم المحتم. ماذا كان يدور داخل رؤوسهم حين نظروا إلى كل ما حولهم أو على الطوابق المئة أسفلهم؟ والتفكير بأنه كان أفضل مخرج لهم. لا يمكنني تخيل مقدار الذعر، وأظن أنك إذا لم تظهره بطريقة ما، فإن الشعب لن يدرك بأنه كان شيئًا مريعًا، لكن حين تشاهد الصور أمامك، فإنه يساعدك على نقل ما كان يجري فعلًا ذلك اليوم. لا يمكنك ألا تعرض صورة كتلك.
- محرر صور ميدويست، دراسات إعلامية لمقالات الحادي عشر من سبتمبر الصحفية؛ شتاء عام 2003
لم تُكتشف الأشكال الأخرى من التوثيق الصوري للكارثة إلا بعد مدة طويلة، مثل كاميرا ويب شخص ما مُجهزة لأخذ صور متعددة وصوّرت الكارثة.
أُدرجت بعض هذه الصور في معرض للصور سُمي بعد 11 سبتمبر: صور من الغراوند زيرو والتي أبرزت سبعة وعشرين صورة حول العالم. جُمعت معارض أخرى للصور على شكل سجلات، مثل عملية التوثيق التي قادها المصور جويل ميروويتز تحت إدارة متحف مدينة نيويورك للتركيز على أعمال الإنقاذ والاستخراج في غراوند زيرو.

### صور مشهورة
| اسم الصورة               | المصور            | الوصف | ملاحظات                                                                                            |
| الموت الوشيك             | توماس دالال       | تصوير للبرج الشمالي لمركز التجارة العالمي بعد أن صدمته طائرة الخطوط الجوية الأمريكية، رحلة 11، مع ظهور عدة أشخاص عالقين في الطوابق العليا ويتدلون من النوافذ | حلّت ثانيًا في المسابقة العالمية لصور العام، استُخدمت في محاولة تحديد هوية الضحايا الظاهرين في الصورة |
| الرجل الهاوي             | ريتشارد درو       | تصوير لشخص مجهول، إما سقط أو قفز من الطوابق العليا للبرج الشمالي، وكأنه يسقط من البرج إلى وفاته                                                              | ظهر الغضب والنقد مع نشر الصورة                                                                     |
| رفع العلم في غراوند زيرو | توماس إي. فرانكلن | تصوير لثلاثة من رجال إطفاء مدينة نيويورك وهم يرفعون العلم الأميركي على أرض مركز التجارة العالمي عقب الهجمات                                                  | أُدرجت في الطوابع البريدية الخيرية وهناك نصب تذكاري من البرونز بطول 40 قدم مبني على هذه الصورة      |
|                          | شانون ستابلتون    | تصوير جثة الأب مايكل جادج وهي تُحمل من البرج الشمالي بعد أن قُتل بسبب أنقاض البرج الجنوبي وأصبح أول راحل يُستخرج من الموقع.                                     | وُصف بييتا الأمريكي                                                                                 |
| سيدة الغبار              | ستان هوندا        | تصوير الناجية مارسي بوردرس مغطاة بالركام والغبار بعد انهيار مركز التجارة العالمي، اشتهرت الصورة بشكل كبير                                                    | استُخدمت الصورة في العديد من المقالات التي استعادت أحداث الهجمات                                    |

## التسجيل المرئي
في بداية الهجمات، كان هناك فقط ثلاث مصوري فيديو التقطوا أثر اصطدام الطائرة الأولى في مدينة نيويورك؛ صانعا أفلام فرنسيان، وفنان ألماني، وسائح تشيكي. التقطت كاميرتي مراقبة الاصطدام في البنتاغون وسُجل اصطدام الرحلة 93 في بنسلفانيا كغيمة دخانية فقط من خلال فيديو واحد. التُقطت الهجمات أيضًا من قِبل قوى حفظ النظام المحليين، مثل الضابط غلين بتيت الذي كان يعمل مصور فيديو تابع لدائرة شرطة نيويورك.
كان جولز وغيديون نودت – وهما صانعا أفلام كانا في الحدث - يصوران وثائقيًا حول أفراد مركز الإطفاء في مانهاتن السفلى وتَبِعا رجال الإطفاء في استدعاء روتيني لهم إثر حادثة تسرب للغاز وسط مدينة نيويورك. إثر سماع جولز نودت لاقتراب طائرة حرك الكاميرا لتعقبها والتقط الاصطدام على الكاميرا بالصدفة، واصل التصوير خلال الهجوم وعمليات الاخلاء مُجمعًا 180 ساعة من المشاهد المصورة. بذل الأخوين، بإقرارهم، جهدًا بعدم تصوير أي من الذين توفوا - حين كانا في موقع الحدث - إما جراء الحرق أو القفز أو إصابات قاتلة أخرى.
دُعي بعض الأفراد الذين يعملون في محطات الأخبار مثل المصور الصحفي مارك لاغانغا الذي يعمل لشبكة أخبار سي بي إس من قِبل محرريهم ومدراءهم وطُلبوا منهم توثيق الحدث. اعتقد لاغانغا أنه مجرد حادث اصطدام طائرة بسيط، ولم يفهم الطبيعة الحقيقية للهجوم بشكل كامل حين وثّق وتقابل مع المستجيبين الأوائل المارين، لحين توثيقه انهيار البرج الشمالي. التُقطت توثيقات مُسجلة أخرى للهجوم من قِبل أفراد لم يعرضوا تسجيلاتهم للعامة وقتها مثل الطالبة السابقة في جامعة نيويورك كارولين دييرز، التي صورت الهجوم من غرفتها في الطابق الثاني والثلاثين في شارع ووتر واحتفظت بالمقاطع المصورة لما يقارب العشر سنوات. بعد إصدار المقاطع المصورة قالت أنه تطلب إدراكها لخصوصية اللقطات عشر سنوات، وتعتقد في بعض الأحيان أنه كان من الأسهل والأفضل لو لم تصوره، ولو أنها هربت فحسب.